# Chloroclystis aeneta
Chloroclystis aeneta là một loài bướm đêm trong họ Geometridae.